# Wieczorynka
Wieczorynka (zamiennie: Dobranocka) – nadawany na antenie radiowej lub telewizyjnej krótki program dla dzieci na dobranoc, w radiu najczęściej w formie słuchowiska, w telewizji jako seriale animowane lub lalkowe. Pierwotnie nazwa ta używana była także na określenie bajek do czytania na dobranoc, np. zbiory dobranocek (wieczorynek), najpiękniejszych dobranocek czy dobranocek na każdy dzień roku.
Wieczorynki (dobranocki) zyskały ogromną popularność w krajach bloku socjalistycznego i gromadziły wieczorami rzesze dzieci przed telewizorami. W państwach będących pod dominacją ZSRR był to często jedyny program telewizyjny w ciągu dnia przeznaczony dla dzieci. W większości państw kapitalistycznych nie powstała żadna forma dobranocek (wieczorynek). Zastępowane były one raczej przez kanały tematyczne lub kilkugodzinne pasma przeznaczone dla dzieci.
W Polsce jest to wieczorny blok programowy przeznaczony dla dzieci w wieku przedszkolnym i wczesnoszkolnym, emitowany na antenie TVP ABC. Od lat 50. XX w. do 2013 był to krótki blok z bajkami i serialami animowanymi dla dzieci nadawany w TVP1. W latach 50. i 60. XX w. wszystkie dobranocki były pokazywane na żywo, niektóre jeszcze w latach 70. ubiegłego wieku. W latach 2013–2014 pasmo było emitowane dodatkowo w TVP Kultura, a w latach 1992–2021 także na antenie TVP Polonia, gdzie od 2014 nosiło nazwę Dobranocka. Między 2019 a 2021 program nadawany był jeszcze przez TVP Wilno.

## Historia
Bajki czytane dzieciom przed zaśnięciem mają długą tradycję. Od najdawniejszych czasów dziadkowie i rodzice najpierw opowiadali, a z czasem także czytali je swoim wnukom czy dzieciom. Po II wojnie światowej pojawiły się pierwsze słuchowiska radiowe dla dzieci na dobranoc. Jednym z najstarszych słuchowisk była audycja-dobranocka o Piaskowym Dziadku, która była emitowana w polskiej stacji radiowej nadającej w okupowanej Austrii o nazwie Rot-Weiß-Rot. Z czasem słuchowisko to doczekało się serialowej produkcji telewizyjnej tworzonej w dwóch wersjach: wschodnio i zachodnioniemieckiej. Dobranocka ta jest najdłużej emitowanym nieprzerwanie programem telewizyjnym.
Długą historię ma również dobranocka w Rosji. Od 1964, początkowo w ZSRR, potem w Federacji Rosyjskiej nadawany jest program Спокойной ночи, малыши! (pol. Dobranoc dzieci!). Od 1991 r. emitowany jest na kanale Россия-1, po wiadomościach lokalnych, w godz. 20:50-21:00. W programie występuje prowadzący oraz rozmawiające z nim lalkowe postacie m.in. misia, zajączka, świnki czy pieska, a także puszczane są króciutkie seriale animowane.
W telewizji czechosłowackiej od 1963 r. (odpowiednio w 2 wersjach językowych), w niedzielę wieczorem nadawano Stříbrné zrcátko (pol. Srebrne lusterko), po 1965 r. program nosił tytuł Večerníček (pol. Wieczorynka). Symbolem czeskiej dobranocki był chłopiec Večerníček w papierowej czapce, który witał dzieci i życzył im dobrej nocy. Na Słowacji w czołówce programu przez lata występował pasterz z psem, świecący i gaszący gwiazdy. Od 1973 dobranocki były nadawane w kolorze i codziennie. Najczęściej emitowano czeskie bajki, jak Krecik, Makowa panienka, Rusałka Amelka czy Bajki z mchu i paproci. Po rozpadzie Czechosłowacji w 1993 program był emitowany osobno w telewizji czeskiej i słowackiej. W Czechach w 2012 dobranocka z kanału ČT1 przeniosła się na ČT2.
Na Węgrzech wieczorynka otrzymała tytuł Esti mese (pol. Bajka na dobranoc). Jedną z najbardziej lubianych bajek na dobranoc jest tu seria o przygodach misia TV Maci, która pojawiła się w telewizji węgierskiej jako pierwsza w 1963 i nadawana jest z przerwami do dziś.
Pod koniec lat 80. XX w. krótkie programy dla dzieci przed zaśnięciem zaczęły pojawiać się także w krajach zachodnich, m.in. w Szwajcarii, we Włoszech czy USA. Jednak do dzisiaj cieszą się one umiarkowaną popularnością.
Z racji tego, że dobranocki są adresowane do młodszych dzieci to w większości krajów nie trwają one dłużej niż 30 minut. Najczęściej spotykaną wersją jest ta, która trwa do 15 minut.

## W Polsce
W Polsce początki emisji dobranocek zbiegają się z uruchomieniem telewizji w latach 50 XX w. Pasmo to było nadawane w ogólnopolskim Programie Pierwszym Telewizji Polskiej w godzinach wieczornych i trwało maksymalnie 15 minut. W latach 70. program na dobranoc nadawany w niedzielne wieczory otrzymał nazwę Wieczorynka i trwał niecałe 30 minut. Niedługo jednak wrócono do poprzedniej nazwy również w niedziele. Do 1993 program nosił nazwę Dobranocka.
Pierwsze dobranocki lat 50. i 60. XX w. nie były jeszcze animowane, występowali w nich aktorzy, zabawki, ruchome plansze. Jedną z pierwszych postaci występujących w dobranockach była pacynka Pan Cerowany, wykonana z rękawiczki z naszytymi guzikami-oczami. Miś z okienka emitowany był od 1958 do 1973. W „okienku” miś prowadził rozmowy z aktorem (najpierw Stanisławem Wyszyńskim, potem Bronisławem Pawlikiem) na temat różnych książek dla najmłodszych. W roku 1959 pojawiły się Przygody Gąski Balbinki, których pierwowzorem były krótkie bajki Danuty Mancewicz publikowane w Świerszczyku i wydrukowane następnie w formie książeczki. Każdy odcinek był zespołem statycznych plansz pokazujących przygody Gąski Balbinki i sepleniącego Kurczaka Ptysia, a dialogi bohaterów czytała autorka Danuta Mancewicz. Prostą animację stosowano także w Przygodach Gapiszona (1964–1966), którego pomysłodawcą i autorem ilustracji był Bohdan Butenko. Tytułowy Gapiszon był namalowany na szklanej tafli, za którą przesuwano krajobrazy Warszawy.
Za najstarszą Polską wieczorynkę uznaje się Jacka i Agatkę, których to bohaterów wymyśliła Wanda Chotomska. Dobranocka ta pojawiła się na czarno-białych ekranach w 1962 i była wyświetlana trzy razy w tygodniu (we wtorki, czwartki i soboty). Mimo to wcześniej pojawiły się inne programy jak czaro-biały pokaz slajdów z lektorem opowiadającym przygody Gąski Balbinki (1959r.) czy jeszcze w wcześniej Miś z okienka (1958-1973r.) -program był nadawany na żywo.
W latach 70. w dobranockach zaczęto pokazywać bajki z zagranicy: ze Wschodu i z Zachodu. Królowały czechosłowackie kreskówki, m.in. Krecik, Makowa panienka, Rusałka Amelka, Bajki z mchu i paproci, Przygody rozbójnika Rumcajsa czy Psi żywot. Wyświetlano bajki rosyjskie (m.in. Wilk i Zając), węgierskie (m.in. Latający zajączek), niemieckie (Piaskowy Dziadek). Z czasem zaczęto nadawać też bajki francuskie i angielskie. Jednym z najbardziej lubianych seriali animowanych w czasach PRL-u była Pszczółka Maja, do której polską wersję piosenki wykonał Zbigniew Wodecki.
W latach 90. XX w. Dobranocka rozpoczęła jako pierwsza w Polsce emisję seriali animowanych wytwórni Walta Disneya. Po upadku PRL-u dużą oglądalnością cieszyły się także emitowane w tym paśmie seriale i bajki, m.in.: Witaj, Franklin, Tabaluga, różnego rodzaju produkcje z Kubusiem Puchatkiem, Stacyjkowo, Noddy, Muminki, Listonosz Pat oraz wielokrotnie powtarzane przygody Pszczółki Mai i Smerfy.

### Najpopularniejsze polskie dobranocki (wieczorynki)
Na przestrzeni lat powstało także wiele polskich bajek stworzonych specjalnie na potrzeby Dobranocki (później Wieczorynki). Większość z nich, wykonanych różnymi technikami powstała w łódzkim Studiu Małych Form Filmowych Se-ma-for i Studiu Filmów Rysunkowych w Bielsku-Białej. Do najbardziej popularnych należą m.in.: Przygody kota Filemona, Miś Uszatek, Bolek i Lolek, Reksio, Dziwne przygody Koziołka Matołka, Pies, Kot i...,Porwanie Baltazara Gąbki, Plastusiowy pamiętnik, Wędrówki Pyzy, Mały pingwin Pik-Pok, Pampalini łowca zwierząt, Kulfon, co z ciebie wyrośnie?, Przygody Misia Colargola, Przygód kilka wróbla Ćwirka, Pomysłowy Dobromir, Zaczarowany ołówek, Król Maciuś Pierwszy, Pamiętnik Florki, a także Rodzina Treflików.

### Emisja
Od lat 50. XX w. program był emitowany codziennie w Pierwszym Programie Telewizji Polskiej (TVP1) w okolicach godziny 19:00 przed głównym wydaniem Dziennika Telewizyjnego, później Wiadomości. Oba serwisy informacyjne nadawane były o godzinie 19:30.
Przez ostatni rok emisji Wieczorynki w TVP1, czyli w latach 2012–2013 pasmo trwało od 5 do 10 minut. Półgodzinna Wieczorynka była natomiast w tym czasie nadawana przez TVP Kultura o godzinie 19:30.
Od 15 lutego 2014 wieczorynka funkcjonuje jako codzienny cykl polskich i zagranicznych bajek oraz seriali animowanych, który jest pokazywany na antenie dedykowanego dzieciom kanału TVP ABC w godzinach między 19:00 a 20:00. W paśmie tym emitowane są wyłącznie produkcje przeznaczone dla dzieci w wieku przedszkolnym i wczesnoszkolnym.
W 2014 powróciła też dawna nazwa programu, czyli Dobranocka (nieistniejąca od 1993). Tą nazwą określany był ok. 15 minutowy program dla dzieci, wyłącznie z polskimi bajkami i serialami animowanymi nadawany w TVP Polonia i TVP Wilno (tylko cyfrowa telewizja naziemna na Litwie) o godzinie 19:45, czyli tuż przed nadaniem głównego wydania serwisu informacyjnego Polonia 24, który w 2020 zastąpił retransmitowane wcześniej Wiadomości. Dobranocka adresowana była szczególnie do dzieci pochodzących z rodzin emigrantów mieszkających poza granicami kraju i niemającymi dostępu do polskojęzycznych kanałów z produkcjami dla dzieci. Dobranocka zniknęła z obu anten 15 marca 2021, kiedy to kanały powróciły do transmisji głównego serwisu informacyjnego Telewizji Polskiej o 19:30.
Polska Wieczorynka emitowana od 15 lutego 2014 na antenie TVP ABC stanowi wyjątek na tle innych krajów, gdyż trwa ok. 60 minut. Jest to jednak pasmo, na które składa się każdego dnia kilka różnych produkcji przerywanych specjalnie dostosowanymi zapowiedziami i informacjami dla dzieci.

### Przyczyny zakończenia emisjiWieczorynkiprzez TVP1
17 czerwca 2013 prezes TVP Juliusz Braun zapowiedział usunięcie Wieczorynki z ramówki TVP1. Powodem tej decyzji były zmiany programowe i gwałtowny spadek oglądalności, gdyż na rynku medialnym w Polsce istniały już kanały całodobowo oferujące programy dla dzieci, a część stacji miała już dobrze rozwinięte pasma przeznaczone dla najmłodszych widzów. Inną przyczyną usunięcia jej z Jedynki były plany uruchomienia nowego kanału dla dzieci TVP ABC, który ruszył w 2014 roku. Po raz ostatni Wieczorynka pojawiła na antenie TVP1 w dniu 30 sierpnia 2013, a serialem pokazanym w ostatnim bloku była Świnka Peppa. Do 15 lutego 2014 na antenie TVP1 w weekendy nadawane były jeszcze o często zmieniających się porach między 18:30 a 19:30, seriale animowane Disneya w cyklu Walt Disney przedstawia.

## Dobranocka wszech czasów
Plebiscyt zorganizowany w 1997 roku przez Telewizję Polską i Gazetę Wyborczą.

### Wyniki
Skład pierwszej siódemki był następujący:
| Miejsce | Wieczorynka    | Liczba oddanych głosów |
| ------- | -------------- | ---------------------- |
| 1       | Bolek i Lolek  | 42807                  |
| 2       | Smerfy         | 22384                  |
| 3       | Wilk i Zając   | 20014                  |
| 4       | Gąska Balbinka | 18611                  |
| 5       | Pszczółka Maja | 17013                  |
| 6       | Muminki        | 16914                  |
| 7       | Miś Uszatek    | 16103                  |